# Únor 2025
Toto je archivovaný článek z portálu Aktuality.
4. února – úterý
 Nejméně 10 lidí bylo zabito při útoku aktivního střelce ve vzdělávacím centru ve švédském městě Örebro. 
8. února – sobota
 Pobaltské státy (Litva, Lotyšsko a Estonsko) se odpojily od ruské elektrické sítě a ukončily energetickou závislost na Rusku. Odpojena tak byla i ruská Kaliningradská oblast. 
 Po dvouletém provizoriu představil libanonský premiér Naváf Salám novou vládu. 
10. února – pondělí
 Rumunský prezident Klaus Iohannis oznámil, že 12. února odstoupí z úřadu. Ve funkci dosud vytrval kvůli zrušení prezidentských voleb rozhodnutím nejvyššího soudu. 
 Při pádu autobusu do řeky zemřelo v Ciudad de Guatemala nejméně 56 lidí. 
12. února – středa
 Konstantínos Tasúlas byl zvolen řeckým prezidentem. 
14. února – pátek
 V Mnichově byla zahájena každoroční bezpečnostní konference. 
17. února – čtvrtek
 Kryt Černobylské jaderné elektrárny byl zasažen dronem. Výbuch a požár způsobili rozsáhlé poškození krytku. 
19. února – středa
 Hrobka faraona Thutmose II. byla objevena v Thébské nekropoli poblíž egyptského města Luxor. Jde o první takový objev od objevu hrobky faraona Tutanchamona v roce 1922. 
 Microsoft představil kvantový čip Majorana 1. 
 Řetězec rychlého občerstvení KFC oznámil, že z daňových důvodů přesune sídlo z Louisville v Kentucky do Plano v Texasu. 
 Trosky druhého stupně rakety Falcon 9 společnosti SpaceX dopadly na poblíž polského města Poznaň. Rozpad rakety byl viditelný v Česku, Polsku, Německu a Spojeném království. 
20. února – čtvrtek
 Ve městě Bat Jam jižně od Tel Avivu explodovala ve třech autobusech nástražná výbušná zařízení. Další dvě bomby selhaly. Nikdo nebyl zraněn. 
 Společnost Amazon převzala tvůrčí kontrolu nad filmy o agentovi 007, Jamesi Bondovi, poté, co se dlouholetí producenti Barbara Broccoliová a Michael G. Wilson vzdali svých práv. 
23. února – neděle
 V předčasných parlamentních volbách v Německu získala CDU/CSU vedená Friedrichem Merzem nejvíce křesel v Bundestagu. 
24. února – pondělí
 Manažer a politik Miloslav Ludvík byl po 25 letech odvolán z funkce ředitele nemocnice poté, co byl zadržen a obviněn policií v případu korupce ve Fakultní nemocnici Motol. 
27. února – čtvrtek
 Vězněný kurdský vůdce Abdullah Öcalan vyzval separatistické hnutí PKK k ukončení ozbrojeného boje. 
28. února – pátek
 Ve stanici Hustopeče nad Bečvou vykolejil vlak převážející toxický benzen, který následně způsobil rozsáhlý požár. 